# Bachibouzouk (album)
 (avril 2017).
Si vous disposez d'ouvrages ou d'articles de référence ou si vous connaissez des sites web de qualité traitant du thème abordé ici, merci de compléter l'article en donnant les références utiles à sa vérifiabilité et en les liant à la section « Notes et références ».
Pour le cavalier mercenaire de l'Empire Ottoman, voir Bachi-bouzouk.
Albums de Arthur H
Arthur H
(1990) En chair et en os
(1993)
Singles
1. Con comme la lune
Sortie : 1992

Bachibouzouk est un album du musicien et auteur-compositeur-interprète français Arthur H, sorti en 1992 chez Polydor.
Le titre de cet album fait référence au nom de son groupe, le Bachibouzouk Band.

## Liste des titres
Toutes les chansons sont écrites et composées par Arthur H.
| 1.    | Bachibouzouk Band                                | 3:33  |
| 2.    | Un fantôme asthmatique                           | 4:09  |
| 3.    | Un aveugle au volant                             | 5:27  |
| 4.    | Anabelle                                         | 3:34  |
| 5.    | Interlude 01                                     | 0:42  |
| 6.    | Le général de Gaulle dans la cinquième dimension | 13:47 |
| 7.    | Interlude 02                                     | 0:52  |
| 8.    | Luc                                              | 4:10  |
| 9.    | Grand marabout                                   | 4:52  |
| 10.   | Interlude 03                                     | 0:47  |
| 11.   | Eléonore et Léonard                              | 4:48  |
| 12.   | Idiot                                            | 1:03  |
| 13.   | Con comme la lune                                | 4:29  |
| 14.   | Nao faz mal                                      | 3:45  |
| 15.   | Adieu                                            | 5:46  |
| 16.   | Interlude 4                                      | 1:15  |
| 63:07 |                                                  |       |

| Titre bonus - Édition Japon | Titre bonus - Édition Japon | Titre bonus - Édition Japon | Titre bonus - Édition Japon | Titre bonus - Édition Japon | Titre bonus - Édition Japon | Titre bonus - Édition Japon | Titre bonus - Édition Japon | Titre bonus - Édition Japon | Titre bonus - Édition Japon |
| No                          | Titre                       | Durée                       |                             |                             |                             |                             |                             |                             |                             |
| --------------------------- | --------------------------- | --------------------------- | --------------------------- | --------------------------- | --------------------------- | --------------------------- | --------------------------- | --------------------------- | --------------------------- |
| 17.                         | Slow Na Boogie Ni Shitekure | 2:54                        |                             |                             |                             |                             |                             |                             |                             |
| 66:01                       |                             |                             |                             |                             |                             |                             |                             |                             |                             |

## Crédits

### Membres du groupe
- Arthur H : chant, piano, accordéon, célesta
- Paul Jothy : batterie, percussions, vibraphone
- David Coulter : percussion, orgue, violon, ukulélé, marimba, guimbarde, claviers (ondes Martenot)
- Edmundo Carneiro : percussion
- Brad Scott : contrebasse
- David Lewis : trompette, bugle
- Jean-Claude Onesta : trombone, tuba
- Claudio de Queiroz : saxophone baryton, flûte, clarinette
- John Handelsman : saxophone alto, flûte, clarinette

### Équipes technique et production
- Production : Arthur H, Joseph Racaille
- Arrangements : John Handelsman
- Mixage, enregistrement : Franck Redlich
- Photographie : Céline Nieszawer, Franck Courtès
- Design : Le Village, Marc Bruckert